# Nikola Kačić
Nikola Kačić Omiški, poznat i kao conte Nicola Aprico  (? – ?, iza 1180.), omiški knez iz druge polovice 12. stoljeća, član hrvatskog velikaškog roda Kačića.
Kačići se, kao plemenitaški rod prvotno spominju u 12. stoljeću u širem zadarskom zaleđu na prostoru Lučke županije. Prvi put se spominju na području Omiša 1165. godine u kronici Epitome (grč. Ἐπιτομή) bizantskog kroničara Ivana Kinama (o. 1145. – iza 1185.) u opisu vojnog pohoda Ivana Duke († o. 1200.), vojskovođe bizantskog cara Emanuela I. Komnena. U tekstu navodi kako je rečeni vojskovođa zauzeo za Bizant 57 gradova u Hrvatskoj i Dalmaciji, uključujući i rod Kačića.
Dvije godine kasnije, 1167., spominje se prvi put omiški knez Nikola Kačić prilikom sklapanja ugovora s Kotoranima o pravu slobodne plovidbe Jadranom, od Molunta do Trastija uz plaćanje danka. Knez Nikola se spominje kao Nicola Aprico i 1178. godine u Split, sa sinovima Šimunom i Jakovom, kao slavenski svjedok u parnici Dujma Prestancijeva pred bizantskim upraviteljem i njegovim sudcem zbog posjeda u Perunu (obronak Mosora).
Godine 1180. spominje se spor splitskog nadbiskupa Rajnerija (o. 1100. – 1180.) oko nekih posjeda u Srinjinama u Poljicima. Bizantski upravitelj Rogerije odredio je 10. lipnja 1180. godine nadbiskupu dva pristava koji su ga trebali uvesti u posjed spornih zemalja i crkve sv. Bartolomeja, a tom činu je kao svjedok svjedočio knez Nikola i župan Brečko. Dana 4. kolovoza nadbiskup Rajnerije je pošao obaviti reambulaciju posjeda splitske Crkve na Mutograsu, brdu podno Mosora, kada su ga napali knez Nikola i njegova braća i rođaci te ga kamenovali.

## Vanjske poveznice
- Kačići – Hrvatski biografski leksikon
- Kačići – Hrvatska enciklopedija
- Kačići – Proleksis enciklopedija
- Kačići - Pomorska enciklopedija